# Trésor de la langue française informatisé
Trésor de la langue française informatisé, zkratka TLFi, česky „Digitalizovaný poklad francouzského jazyka“ je elektronická verze tezauru, slovníku moderní francouzštiny z roku 1994, který je volně dostupný na internetu.
Původní tištěný Trésor de la langue française (TLF) byl publikovaný v 16 svazcích v letech 1971–1994. Obsahoval 100 tisíc slov, 270 tisíc definic a 430 tisíc příkladů. Je to slovník francouzštiny 19. a 20. století, jeho redakce je ukončena, není tedy aktualizován o nová slova a významy. Elektronická verze zahrnuje obsah dodatku, který v tištěné formě nevyšel.
Slovník vyšel také na CD a jako placená mobilní aplikace a aplikace pro macOS.
Na Université Laval vznikl podobný projekt Trésor de la langue française au Québec (TLFQ) pro québeckou francouzštinu.

## Výzkumná skupina
Původní pracovní skupinu založil Paul Imbs a jmenovala se Centre de recherche pour un Trésor de la langue française (CRTLF, „Výzkumné centrum pro TLF“). Název se později změnil na Institut national de la langue française (INALF, „Národní institut francouzského jazyka“) pod CNRS. V roce 2001 se spojila se skupinou z univerzity Nancy-II (dnes součást Lotrinské univerzity) a získala název Analyse et traitement informatique de la langue française (ATILF, „Počítačová analýza a zpracování francouzského jazyka“). Tato skupina má záměr vytvořit podobný tezaurus i pro střední francouzštinu (Dictionnaire du moyen français).